# Suma Genji

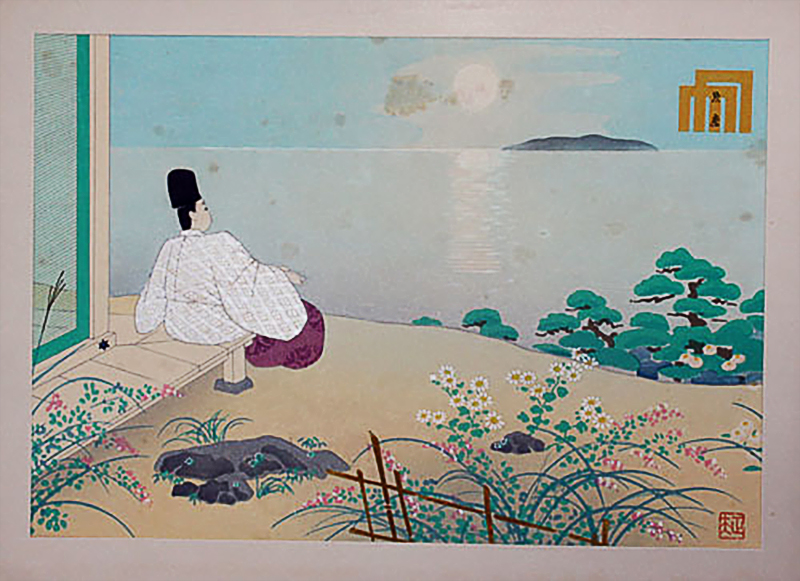
Prinz Genji an der Suma-Bucht

Suma Genji (japanisch 須磨源氏), Prinz Genji in Suma, ist der Titel eines Nō-Dramas, verfasst von Kan’ami Kiyotsugu, bearbeitet von Zeami. Das Stück ist im Rahmen der Nō-Kategorie ein Fünftspiel.

## Vorbemerkung
Hauptfigur ist der fiktive Prinz Genji des Genji-Monogatari. Im 12. Kapitel des Romans wird von seiner Verbannung nach Suma nach einem Liebesabenteuer mit einer Hofdame berichtet. Der reale Fujiwara no Okinori (藤原興範; 844–917) begegnet ihm zunächst als Holzfäller, dann als Geist.
- Waki: Fujiwara no Okinori
- Wakizure: Zwei Gefolgsleute
- Shite I: Ein Holzfäller
- Shite II: Der Geist des Prinzen Genji

## Handlung
1. Akt
  1. Vorspiel: Mit orchestralem Klan tritt Fujiwara no Okinori, Schreinbeamter des fernen Miyazaki-Schreins in der Provinz Hyūga mit zwei Begleitern auf. Auf dem Wege zu den großen Schreinen von Ise rastet er an der schönen Bucht von Suma, erinnert sich an den Aufenthalt des Prinzen Genji dort. Namens-, Weg- und Ankunftsnennung.
  2. Fujiwara trifft den Geist des Hikaru Genji in der unkenntlichen Gestalt eines alten Holzfällers der Gegend, der aber auch anderen Fertigkeiten dieser Meeresbewohner, dem Fischen und dem Salzsieden, nachgeht: „An der Suma-Bucht fische ich von früh bis spät, siede Salz, schlage Holz und friste so mein Leben. Und in Sumas Bergschatten steht ein Baum – der weitberühmte Kirschbaum ist’s … hier weilte einst Genji.“ „Arm und gering bin ich … doch in der Regennacht …“ „Wer davon hört, der netzt den Ärmel mit Tränen …“
  3. Gespräch zwischen dem Schreinbeamten und dem Holzfäller. Wechselrede „Von weit bin ich gekommen, Sums Kirschen zu sehen. Nicht im Dorf will ich in der Nacht verbleiben … dort zum Berge lasst uns gehen.“ „Hier vor allem weilte Genji, alles ist von Genjis Ruhmestaten hier erfüllt … hier lasst uns von Genji sprechen und erzählen!“
  4. Vortrag des Chores, die Laufbahn Genjis erzählend, der mit 18 Jahren den Amtshut empfängt, nach vielen Erlebnissen 25-jährig nach Suma kommt, dann wieder zur Hauptstadt zurückgerufen, von Rang zu Rang bis in die höchsten Stufen steigt. Chor: „Aber sagt mir doch genau, wo er hier weilte!“ Der Holzfäller: „Bei weißen Quellen weilte er. Um Mondschein wartend, magst Du ihn im Nebelglanze schauen.“ Chor: „Einst in Suma …“ Holzfäller: „So im Himmel er weilet, mag er hernieder kommen, im Mondpalast sich zeigen.“
  5. Zwischenspiel
2. Akt
  1. Wartegesang des Fujiwara no Okinori. Mit orchestralem Glanz erscheint dem im Traum versunkenen Priester Genji in übernatürlicher Art und Schönheit. „Oh wunderbares Meeresgefilde … da ich noch lebte, wurde ich Hikaru Genji genannt. Im Himmel weilend, stieg ich doch, vom Mondesglanz bewogen, zu dieser flüchtigen Welt hernieder … Hier am Strand von Suma tanzen die Wogen des blauen Meeres.“ Chor: „Und reiner Klang juwelener Flöten füllt die Luft.“ Übergang zum Tanz. Chor: „Wie Shaka wahrlich, wie einer der vier Himmelskönige kam er herab zur Erde … Die Ärmel schwingend tanzte er den Tanz der blauen Meereswogen. Ein Klingen ertönt wie das der Glöckchen, das dem Reisenden der Herberge den Morgen kündet. Die Nacht entschwindet, der helle Tag bricht an.“ – Der Okinori erwacht, der Geist verschwindet.